# Nevianipora milneana
Nevianipora milneana är en mossdjursart. Nevianipora milneana ingår i släktet Nevianipora och familjen Filisparsidae. Utöver nominatformen finns också underarten N. m. canui.